# Pierre Dandrieu

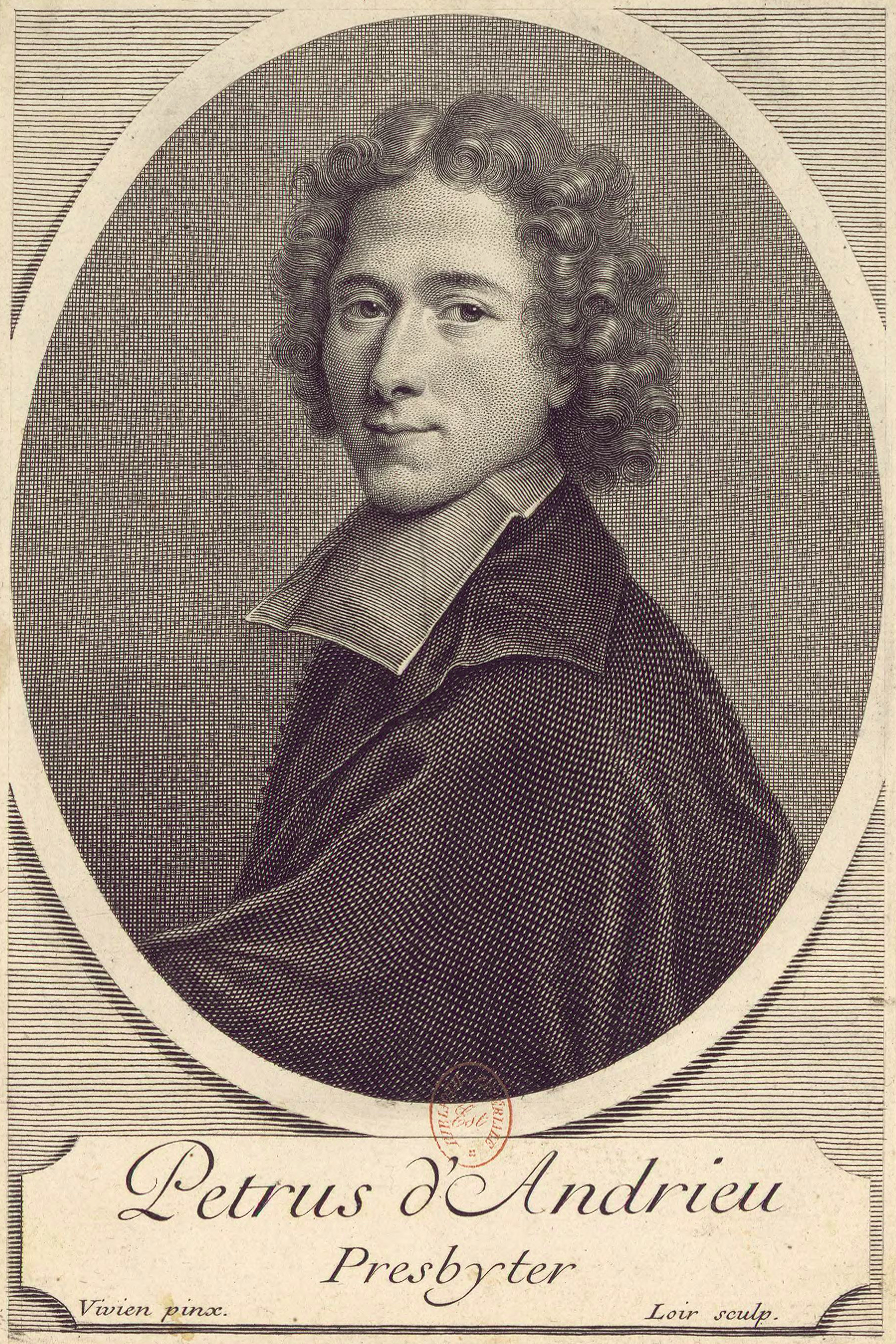
Dandrieu

Pierre Dandrieu (1664 - Parijs, 20 oktober 1733) was een Franse priester, organist en componist. 
Pierre Dandrieu werkte meer dan 40 jaar als organist bij de kerk van St. Barthélemey in Parijs. Hij publiceerde tegen 1714 een Livre de noëls voor orgel en klavecimbel. Zijn stijl is door Nicolas Lebègue beïnvloed. Verder is over zijn leven weinig bekend, behalve dat Louis Marchand tegen hem samenspande, in de hoop zijn functie over te kunnen nemen.
Als organist aan St. Barthélemey werd hij opgevolgd door zijn neef Jean-François Dandrieu. 